# Filippo Corridoni (1931)
| «Філіппо Коррідоні»                                                                               | «Філіппо Коррідоні» | «Філіппо Коррідоні» |
| ------------------------------------------------------------------------------------------------- | --- | --- |
| Filippo Corridoni                                                                                 | | |
|                                                                                                   | | |
| Схематичне зображення однотипного італійського підводного човна «Маркантоніо Брагадін»            | | |
| Верф                                                                                              | Cantieri navali Tosi di Taranto, Таранто | Cantieri navali Tosi di Taranto, Таранто |
| Під прапором                                                                                      | Королівство Італія | Королівство Італія |
| Належність                                                                                        | Королівські військово-морські сили Італії | Королівські військово-морські сили Італії |
| На честь                                                                                          | Філіппо Коррідоні | Філіппо Коррідоні |
| Закладений                                                                                        | 4 липня 1927 | 4 липня 1927 |
| Спуск на воду                                                                                     | 30 березня 1930 | 30 березня 1930 |
| Введений до складу флоту                                                                          | 17 листопада 1931 | 17 листопада 1931 |
| На службі                                                                                         | 1931—1948 | 1931—1948 |
| Сучасний статус                                                                                   | 1 лютого 1948 року списаний на брухт | 1 лютого 1948 року списаний на брухт |
| Бойовий досвід                                                                                    | Друга світова війна Битва на Середземному морі Додеканеська кампанія * Битва за Лерос                                                        | Друга світова війна Битва на Середземному морі Додеканеська кампанія * Битва за Лерос                                                        |
| Проєкт                                                                                            | | |
| Тип ПЧ                                                                                            | підводний мінний загороджувач | підводний мінний загороджувач |
| Основні характеристики                                                                            | | |
| Швидкість (надводна)                                                                              | 11,5 вузла (21,3 км/год) | 11,5 вузла (21,3 км/год) |
| Швидкість (підводна)                                                                              | 7 вузлів (13 км/год) | 7 вузлів (13 км/год) |
| Робоча глибина занурення                                                                          | 90 м | 90 м |
| Дальність плавання                                                                                | 4180 миль (7740 км) на швидкості 4,5 вузла в надводному положенні 86 милі (59 км) на швидкості 2,2 вузла (4,1 км/год) у підводному положенні | 4180 миль (7740 км) на швидкості 4,5 вузла в надводному положенні 86 милі (59 км) на швидкості 2,2 вузла (4,1 км/год) у підводному положенні |
| Екіпаж                                                                                            | 56 офіцерів та матросів | 56 офіцерів та матросів |
| Розміри                                                                                           | | |
| Довжина найбільша (по КВЛ)                                                                        | 58 м | 58 м |
| Ширина корпусу найб.                                                                              | 7,1 м | 7,1 м |
| Середня осадка (по КВЛ)                                                                           | 4,3 м | 4,3 м |
| Водотоннажність надводна                                                                          | 846 т | 846 т |
| Водотоннажність підводна                                                                          | 997 т | 997 т |
| Силова установка                                                                                  | | |
| Дизель-електрична: 2 × дизельних двигуни Franco Tosi Meccanica 2 × електродвигуни Magneti Marelli | | |
| Гвинти                                                                                            | 2 | 2 |
| Потужність                                                                                        | 2 × 750 к. с. (дизельні двигуни) 2 × 500 к. с. (електродвигуни)                                                                              | 2 × 750 к. с. (дизельні двигуни) 2 × 500 к. с. (електродвигуни)                                                                              |
| Озброєння                                                                                         | | |
| Артилерія                                                                                         | 1 × 102-мм гармата 102/35 Mod. 1914 | 1 × 102-мм гармата 102/35 Mod. 1914 |
| Торпедно- мінне озброєння                                                                         | 4 × 533-мм торпедних апарати 16—24 морських мін                                                                                              | 4 × 533-мм торпедних апарати 16—24 морських мін                                                                                              |
| ППО                                                                                               | 2 × 12,7-мм зенітних кулемети Breda Model 1931                                                                                               | 2 × 12,7-мм зенітних кулемети Breda Model 1931                                                                                               |

«Філіппо Коррідоні» (італ. Filippo Corridoni) — військовий корабель, дизель-електричний підводний мінний загороджувач типу «Брагадін» Королівських ВМС Італії за часів Другої світової війни. «Коррідоні» був закладений 4 липня 1927 року на верфі компанії Cantieri navali Tosi di Taranto у Таранто. 30 березня 1930 року він був спущений на воду, а 17 листопада 1931 року увійшов до складу Королівських ВМС Італії.
За час служби «Філіппо Коррідоні» здійснив багато бойових походів у Середземне море, пройшовши 20 960 миль у надводному положенні та 2172 — у підводному положенні.

## Історія служби
Під час Другої світової війни, на початку якої він дислокувався в Таранто, «Філіппо Коррідоні» використовувався майже виключно для транспортних завдань, виконавши 15 місій такого типу.
Його перша місія, яка почалася 30 червня 1940 року з відправлення з Неаполя, полягала в транспортуванні 27 тонн припасів до Тобрука, куди він прибув 3 липня. Під час конфлікту в Середземному морі в період з 1940 по 1943 рр., крім згаданих вище 15 транспортних місій, човен здійснив 23 патрульні чи розвідувальні місії та 7 місій з доставки агентів.
Після підписання перемир'я «Філіппо Коррідоні» здався союзникам у Палермо, звідки 20 вересня 1943 року він вирушив разом із п'ятьма іншими італійськими підводними човнами та різними бойовими кораблями до Мальти. 13 жовтня він повернувся до Італії разом з 15 іншими підводними човнами Королівського флоту.
Також у жовтні 1943 року він був передислокований до Хайфи, а 29 жовтня він базувався в Портолаго, постачаючи союзним військам припаси на острів Лерос до його захоплення.
1 лютого 1948 року списаний на брухт.